# Coenagrion mercuriale
Coenagrion mercuriale – gatunek ważki z rodziny łątkowatych (Coenagrionidae). Występuje w zachodniej części Europy (od Półwyspu Iberyjskiego po Niemcy i Austrię, także w Wielkiej Brytanii) oraz w Afryce Północnej (Maroko, Algieria, Tunezja).